# Goya a la millor direcció novell
El Premi Goya a la millor direcció novell és un dels 28 Premis Goya entregats anualment. Va ser entregat per primera vegada en la IV edició l'any 1989.

## Nominats i guanyadors

### Dècada del 2020
| Guanyador             | Candidats                                        | |
| XXXIX edició - 2025   | XXXIX edició - 2025                              | XXXIX edició - 2025 |
| --------------------- | ------------------------------------------------ | --- |
|                       |                                                  | - Miguel Faus per Calladita - Pedro Martín-Calero per El llanto - Javier Macipe per La estrella azul - Sandra Romero per Por donde pasa el silencio - Paz Vega per Rita                  |
| XXXVIII edició - 2024 |                                                  | |
|                       | Estibaliz Urresola per 20.000 espècies d'abelles | - Álvaro Gago per Màtria - Itsaso Arana per Las chicas están bien - Alejandro Marín per Te estoy amando locamente - Alejandro Rojas i Juan Sebastián Vásquez per Upon entry (L'arribada) |
| XXXVII edició - 2023  |                                                  | |
|                       | Alauda Ruiz de Azúa per Cinco lobitos            | - Carlota Pereda per Cerdita - Elena López Riera per El agua - Juan Diego Botto per En los márgenes - Mikel Gurrea per Suro                                                              |
| XXXVI edició - 2022   |                                                  | |
|                       | Clara Roquet per Libertad                        | - Carol Rodríguez i Colás per Chavalas - Javier Marco Rico per Josefina - David Martín de los Santos per La vida era eso                                                                 |
| XXXV edició - 2021    |                                                  | |
|                       | Pilar Palomero per Las niñas                     | - David Pérez Sañudo per Ane - Nuria Giménez Lorang per My Mexican Bretzel - Bernabé Rico per El inconveniente                                                                           |
| XXXIV edició - 2020   |                                                  | |
|                       | Belén Funes per La hija de un ladrón             | - Salvador Simó per Buñuel en el laberinto de las tortugas - Galder Gaztelu-Urrutia per El hoyo - Aritz Moreno per Ventajas de viajar en tren                                            |

### Dècada del 2010
| Guanyador            | Candidats                                     | |
| XXXIII edició - 2019 | XXXIII edició - 2019                          | XXXIII edició - 2019 |
| -------------------- | --------------------------------------------- | --- |
|                      | Arantxa Echevarría per Carmen y Lola          | - Andrea Jaurrieta per Ana de día - Cesar Esteban Alenda i José Esteban Alenda per Sin fin - Celia Rico per Viaje al cuarto de una madre        |
| XXXII edició - 2018  |                                               | |
|                      | Carla Simón per Estiu 1993                    | - Javier Ambrossi i Javier Calvo Guirao per La llamada - Lino Escalera per No sé decir adiós - Sergio G. Sánchez per Marrowbone                 |
| XXXI edició - 2017   |                                               | |
|                      | Raúl Arévalo per Tarde para la ira            | - Salvador Calvo per 1898. Los últimos de Filipinas - Marc Crehuet per El rei borni - Nely Reguera per María (y los demás)                      |
| XXX edició - 2016    |                                               | |
|                      | Daniel Guzmán per A cambio de nada            | - Dani de la Torre per El desconocido - Juan Miguel del Castillo per Techo y comida - Leticia Dolera per Requisitos para ser una persona normal |
| XXIX edició - 2015   |                                               | |
|                      | Carlos Marqués-Marcet per 10.000 km           | - Juanfer Andrés i Esteban Roel por Musarañas - Curro Sánchez Varela per Paco de Lucía: La búsqueda - Beatriz Sanchís per Todos están muertos   |
| XXVIII edició - 2014 |                                               | |
|                      | Fernando Franco per La herida                 | - Neus Ballús per La plaga - Jorge Dorado per Mindscape - Rodrigo Sorogoyen per Stockholm                                                       |
| XXVII edició - 2013  |                                               | |
|                      | Enrique Gato per Las aventuras de Tadeo Jones | - Paco León per Carmina o revienta - Isabel de Ocampo per Evelyn - Oriol Paulo per El cuerpo                                                    |
| XXVI edició - 2012   |                                               | |
|                      | Kike Maíllo per EVA                           | - Paula Ortiz Álvarez per De tu ventana a la mía - Paco Arango per Maktub - Eduardo Chapero-Jackson per Verbo                                   |
| XXV edició - 2011    |                                               | |
|                      | David Pinillos per Bon appétit                | - Emilio Aragón per Pájaros de papel - Juana Macías per Planes para mañana - Jonás Trueba per Todas las canciones hablan de mí                  |
| XXIV edició - 2010   |                                               | |
|                      | Mar Coll per Tres dies amb la família         | - David Planell per La vergüenza - Borja Cobeaga per Pagafantas - Antonio Naharro i Álvaro Pastor per Yo, también                               |

### Dècada del 2000
| Guanyador           | Candidats                                      | |
| XXIII edició - 2009 | XXIII edició - 2009                            | XXIII edició - 2009 |
| ------------------- | ---------------------------------------------- | --- |
|                     | Santiago Zannou per El truco del manco         | - Belén Macías per El patio de mi cárcel - Nacho Vigalondo per Los cronocrímenes - Irene Cardona per Un novio para Yasmina                                      |
| XXII edició - 2008  |                                                | |
|                     | Juan Antonio Bayona per El orfanato            | - Félix Viscarret per Bajo las estrellas - Tom Fernández per La torre de Suso - David Ulloa i Tristán Ulloa per Pudor                                           |
| XXI edició - 2007   |                                                | |
|                     | Daniel Sánchez Arévalo per AzulOscuroCasiNegro | - Carlos Iglesias per Un franco, 14 pesetas - Javier Rebollo per Lo que sé de Lola - Jorge Sánchez-Cabezudo per La noche de los girasoles                       |
| XX edició - 2006    |                                                | |
|                     | José Corbacho i Juan Cruz per Tapas            | - Asier Altuna i Telmo Esnal per Aupa Etxebeste! - Guillem Morales per L'habitant incert                                                                        |
| XIX edició - 2005   |                                                | |
|                     | Pablo Malo per Frío sol de invierno            | - Santi Amodeo per Astronautas - Vicente Peñarrocha per Fuera del cuerpo - Ramón de España per Haz conmigo lo que quieras - Santiago Tabernero per Vida y color |
| XVIII edició - 2004 |                                                | |
|                     | Ángeles González-Sinde per La suerte dormida   | - David Serrano per Días de fútbol - Jaime Rosales per Las horas del día - Pablo Berger per Torremolinos 73                                                     |
| XVII edició - 2003  |                                                | |
|                     | Roger Gual i Julio Wallovits per Smoking Room  | - Inés París i Daniela Fejerman per A mi madre le gustan las mujeres - Eduard Cortés per La vida de nadie - Ramón Salazar per Piedras                           |
| XVI edició - 2002   |                                                | |
|                     | Juan Carlos Fresnadillo per Intacto            | - Víctor García León per Más pena que gloria - Carlos Molinero per Salvajes - Javier Balaguer per Sólo mía                                                      |
| XV edició - 2001    |                                                | |
|                     | Achero Mañas per El Bola                       | - Daniel Monzón per El corazón del guerrero - Cesc Gay per Krámpack - Patricia Ferreira per Sé quién eres                                                       |
| XIV edició - 2000   |                                                | |
|                     | Benito Zambrano per Solas                      | - Miguel Bardem per La mujer más fea del mundo - María Ripoll per Lluvia en los zapatos - Mateo Gil per Nadie conoce a nadie                                    |

### Dècada del 1990
| Guanyador          | Candidats                                                                    | |
| XIII edició - 1999 | XIII edició - 1999                                                           | XIII edició - 1999 |
| ------------------ | ---------------------------------------------------------------------------- | --- |
|                    | Santiago Segura per Torrente, el brazo tonto de la ley                       | - Javier Fesser per El milagro de P. Tinto - Miguel Albadalejo per La primera noche de mi vida - Salvador García Ruiz per Mensaka                                |
| XII edició - 1998  |                                                                              | |
|                    | Fernando León de Aranoa per Familia                                          | - Mireia Ros per La Monyos - Fernando Cámara i David Alonso per Memorias del ángel caído                                                                         |
| XI edició - 1997   |                                                                              | |
|                    | Alejandro Amenábar per Tesis                                                 | - David Trueba per La buena vida - Alfonso Albacete, Miguel Bardem i David Menkes per Más que amor, frenesí                                                      |
| X edició - 1996    |                                                                              | |
|                    | Agustín Díaz Yanes per Nadie hablará de nosotras cuando hayamos muerto       | - Manuel Huerga per Antártida - Icíar Bollaín per Hola, ¿estás sola?                                                                                             |
| IX edició - 1995   |                                                                              | |
|                    | "La Cuadrilla" (Aguilar i Gurudi) per Justino, un asesino de la tercera edad | - Héctor Carré per Dame lume - Álvaro Fernández Armero per Todo es mentira                                                                                       |
| VIII edició - 1994 |                                                                              | |
|                    | Mariano Barroso per Mi hermano del alma                                      | - José Ángel Bohollo per Ciénaga - Arantxa Lazkano per Los años oscuros                                                                                          |
| VII edició - 1993  |                                                                              | |
|                    | Julio Medem per Vacas                                                        | - Álex de la Iglesia per Acción mutante - Chus Gutiérrez per Sublet                                                                                              |
| VI edició - 1992   |                                                                              | |
|                    | Juanma Bajo Ulloa per Alas de mariposa                                       | - Ana Belén per Cómo ser mujer y no morir en el intento - Manuel Gómez Pereira per Salsa rosa                                                                    |
| V edició - 1991    |                                                                              | |
|                    | Rosa Vergés per Boom boom                                                    | - Francisco Periñán per Contra el viento - José María Carreño per Ovejas negras                                                                                  |
| IV edició - 1990   |                                                                              | |
|                    | Ana Díez per Ander eta Yul                                                   | - Cristina Andreu Cuevas per Brumal - Isabel Coixet per Massa vell per morir jove - Xavier Villaverde per Continental - Santiago Ríos i Teodoro Ríos per Guarapo |

## Estadístiques

### Directors que han obtingut el premi Goya a la millor direcció novella i a la millor direcció
- Fernando León de Aranoa: per Familia (1997), Barrio (1998) i Los lunes al sol (2002)
- Alejandro Amenábar: per Tesis (1996), The Others (2001) i Mar adentro (2004)
- Juan Antonio Bayona: per El orfanato (2007), The Impossible (2012) i Un monstre em ve a veure (2016)

### Directors candidats a la millor direcció novella però que han obtingut el premi Goya a la millor direcció
- Icíar Bollaín: per Te doy mis ojos (2003)
- Isabel Coixet: per La vida secreta de les paraules (2005)
- Javier Fesser: per Camino (2008)
- Álex de la Iglesia: per El día de la bestia (1995)
- Daniel Monzón: per Celda 211 (2009)
- Jaime Rosales: per La soledat (2007)
- David Trueba: per Vivir es fácil con los ojos cerrados (2013)
- Rodrigo Sorogoyen: per El reino (2018)
- Salvador Calvo: per Adú (2020)

### Directors que han obtingut el premi Goya a la millor direcció novella i han estat candidats a la millor direcció
- Juanma Bajo Ulloa: per Alas de mariposa (1991)
- Agustín Díaz Yanes: per Nadie hablará de nosotras cuando hayamos muerto (1995)
- Julio Medem: per Vacas (1992)
- Daniel Sánchez Arévalo: per AzulOscuroCasiNegro (2006)
- Benito Zambrano: per Solas (1999)
- Pilar Palomero: por Las niñas (2020)
- Carla Simón: por Estiu 1993 (2017)